# Liste der Baudenkmäler in Oberschneiding
Auf dieser Seite sind die Baudenkmäler in der niederbayerischen Gemeinde Oberschneiding zusammengestellt. Diese Tabelle ist eine Teilliste der Liste der Baudenkmäler in Bayern. Grundlage ist die Bayerische Denkmalliste, die auf Basis des Bayerischen Denkmalschutzgesetzes vom 1. Oktober 1973 erstmals erstellt wurde und seither durch das Bayerische Landesamt für Denkmalpflege geführt wird. Die folgenden Angaben ersetzen nicht die rechtsverbindliche Auskunft der Denkmalschutzbehörde.
 Die Liste gibt den Fortschreibungsstand vom 3. Juli 2018 wieder und umfasst 29 Baudenkmäler.

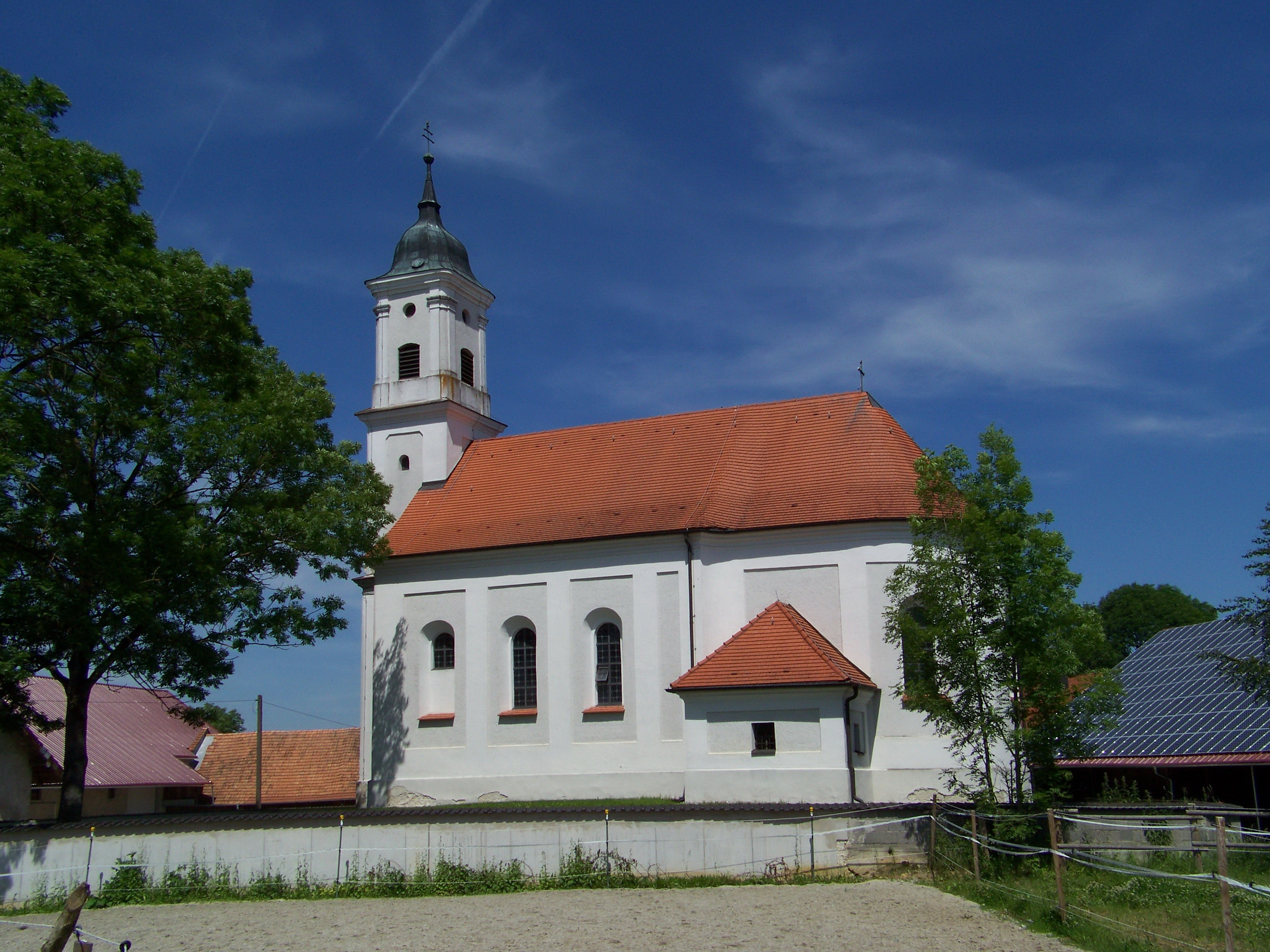
Niederschneiding, Filialkirche St. Petrus

## Baudenkmäler nach Ortsteilen

### Oberschneiding
| Lage                                      | Objekt                                                               | Beschreibung | Akten-Nr.     | Bild                                  |
| ----------------------------------------- | -------------------------------------------------------------------- | --- | ------------- | ------------------------------------- |
| Landauer Straße 6 (Standort)              | Wohnhaus                                                             | Stattlicher, zweigeschossiger Massivbau mit Satteldach über hohem Sockelgeschoss, Fassadengestaltung mit rustizierten Eckpilastern, Würfelfries und Stichbogenfenstern, Mitte 19. Jahrhundert; Gartenpavillon, achtseitiges, farbig gefasstes Eisengitterwerk mit Zwiebelhaube und ovalen Fensteröffnungen, um 1900.                                                                             | D-2-78-167-1  | Wohnhaus                              |
| Pfarrer-Handwercher-Platz 2 (Standort)    | Katholische Pfarrkirche Mariae Himmelfahrt                           | Flachgedeckte Saalkirche mit Querhaus und eingezogenem, dreiseitigem Chor, südlich daran anschließend Sakristei und dreigeschossiger, spätbarocker Kuppelturm mit abgerundeten Ecken, Pilaster- und Gesimsgliederung, 1730–38, Turmobergeschoss 1753, Querhäuser und westliche Langhauserweiterung 1848, 1910–14 barockisierende Umgestaltung wohl durch Heinrich Hauberrisser; mit Ausstattung. | D-2-78-167-2  | weitere Bilder                        |
| Pfarrer-Handwercher-Platz 6 (Standort)    | Ehemaliger Stallstadel des Pfarrhofes                                | Langgestreckter, erdgeschossiger und verputzter Ziegelbau mit Satteldach, Treppengiebeln und Stichbogenfenstern mit Granitgewänden, um 1850. | D-2-78-167-32 | Ehemaliger Stallstadel des Pfarrhofes |
| Nähe Pfarrer-Handwercher-Platz (Standort) | Kriegerdenkmal für die Gefallenen des Ersten und Zweiten Weltkrieges | Steinerne Inschriftentafeln auf verputztem Mauerzug mit mittigem Giebel und stichbogiger Wandnische, davor liegende Löwenfigur auf Sockel, nach 1945. | D-2-78-167-34 | BW                                    |
| Straubinger Straße 1 (Standort)           | Ehemaliges Gasthaus                                                  | Stattlicher, zweigeschossiger Massivbau mit Mansardwalmdach, spätklassizistische Fassadengestaltung mit Rustika-Erdgeschoss, Eckquaderung, Würfelfries und profilierten Fensterfaschen, Bauinschrift von 1829. | D-2-78-167-4  | Ehemaliges Gasthaus                   |
| Straubinger Straße 14 (Standort)          | Wegkapelle                                                           | Halbrund geschlossener Massivbau mit geschweiftem, blechernem Satteldach, 18./19. Jahrhundert; mit Ausstattung. | D-2-78-167-5  | Wegkapelle                            |

### Büchling
| Lage                   | Objekt                                 | Beschreibung | Akten-Nr.    | Bild                                   |
| ---------------------- | -------------------------------------- | --- | ------------ | -------------------------------------- |
| In Büchling (Standort) | Katholische Filialkirche St. Elisabeth | Verputzter Satteldachbau mit eingezogenem und halbrund geschlossenem Chor, 12./13. Jahrhundert, vorgesetzter quadratischer Westturm mit achtseitigem Oberbau und Spitzhelm, barock; mit Ausstattung. | D-2-78-167-6 | Katholische Filialkirche St. Elisabeth |

### Grafling
| Lage                  | Objekt                                      | Beschreibung | Akten-Nr.    | Bild                                        |
| --------------------- | ------------------------------------------- | --- | ------------ | ------------------------------------------- |
| Grafling 9 (Standort) | Katholische Filialkirche St. Peter und Paul | Flachgedeckte Saalkirche mit eingezogenem, halbrund geschlossenem Chor, verschindelter Dachreiter mit Kuppelhelm, 1712; mit Ausstattung. | D-2-78-167-7 | Katholische Filialkirche St. Peter und Paul |

### Großenpinning
| Lage                        | Objekt                               | Beschreibung | Akten-Nr.     | Bild           |
| --------------------------- | ------------------------------------ | --- | ------------- | -------------- |
| Großenpinning 13 (Standort) | Filialkirche St. Emmeram und Kassian | Saalkirche mit Satteldach und leicht eingezogenem, dreiseitigem Chor, nach Süden vorgesetzter Turm mit eingeschnürter Zwiebelhaube und abgeschrägten Ecken, zweite Hälfte 15. Jahrhundert, Sakristei 1865; mit Ausstattung. | D-2-78-167-9  | weitere Bilder |
| Großenpinning 14 (Standort) | Wohnhaus                             | Stattlicher Massivbau mit Mansarddach und Walm über profiliertem Traufgesims, erste Hälfte 19. Jahrhundert. | D-2-78-167-10 | BW             |

### Hienhart
| Lage                                                               | Objekt                                               | Beschreibung | Akten-Nr.     | Bild                                                 |
| ------------------------------------------------------------------ | ---------------------------------------------------- | --- | ------------- | ---------------------------------------------------- |
| Hienhart 1 (Standort)                                              | Ehemaliges Schloss                                   | Stattlicher, zweigeschossiger Massivbau mit Halbwalmdach und umlaufendem, profiliertem Traufgesims, Eingangsportal mit Pilastern und flach gebogener Verdachung, 17. Jahrhundert, überarbeitet zweite Hälfte 18. Jahrhundert.                                                                       | D-2-78-167-11 | weitere Bilder                                       |
| Hienhart 3 (Standort)                                              | Katholische Schlosskapelle Schmerzhafte Muttergottes | Kleiner, halbrund geschlossener Satteldachbau mit dreigeschossigem Turm mit Flachkuppeldach und Laterne, beidseitig davon ausspringende Vorhalle mit stichbogenförmigen Nischenöffnungen und Fresken, Fassadengestaltung mit Lisenengliederung und profiliertem Traufgesims, 1730; mit Ausstattung. | D-2-78-167-30 | Katholische Schlosskapelle Schmerzhafte Muttergottes |
| Hienharter Feld, 150 m südwestlich des Ortes am Feldweg (Standort) | Bildstock                                            | Schmale Stele mit Laternenaufsatz und der Darstellung der Schmerzhaften Muttergottes mit Inschrift, farbig gefasst, wohl 1607; in moderner Wegkapelle von 2002 | D-2-78-167-33 | Bildstock                                            |

### Hölldorf
| Lage                                     | Objekt      | Beschreibung                                              | Akten-Nr.     | Bild |
| ---------------------------------------- | ----------- | --------------------------------------------------------- | ------------- | ---- |
| Oberschneidinger Gemeindeholz (Standort) | Waldkapelle | Rechteckiger, kleiner Satteldachbau, 19./20. Jahrhundert. | D-2-78-167-14 | BW   |

### Lichting
| Lage                  | Objekt                                 | Beschreibung | Akten-Nr.     | Bild                                   |
| --------------------- | -------------------------------------- | --- | ------------- | -------------------------------------- |
| Lichting 7 (Standort) | Katholische Filialkirche St. Pantaleon | Dreiseitig geschlossener Satteldachbau mit nach Süden vorgebauter, zweigeschossiger Sakristei und achtseitigem Westturm mit Kuppelhelm, Fassadengestaltung mit Stichbogenfenstern und profiliertem Traufgesims, um 1750; mit Ausstattung. | D-2-78-167-15 | Katholische Filialkirche St. Pantaleon |

### Münchshöfen
| Lage                        | Objekt                                 | Beschreibung | Akten-Nr.     | Bild                             |
| --------------------------- | -------------------------------------- | --- | ------------- | -------------------------------- |
| Münchshöfen 5 (Standort)    | Wohnhaus eines ehemaligen Vierseithofs | Stattlicher, dreigeschossiger und verputzter Massivbau mit Walmdach und Stichbogenfenstern, bezeichnet mit „1884“; Hausfigur, Madonna in Rundbogennische, 19. Jahrhundert. | D-2-78-167-31 | BW                               |
| Münchshöfen 7; 6 (Standort) | Wohnhaus                               | Teil eines ehemaligen Klostergutshofes, zweigeschossiger Massivbau mit Satteldach, 17. Jahrhundert, südlich zweigeschossiger neubarocker Anbau mit Satteldach und rundbogig geöffnetem Eingangsbereich, 1919, von Albert Reiss; westlich angebaut ehemalige Malztenne, zweigeschossiger, massiver Satteldachbau, 19. Jahrhundert.                                                                           | D-2-78-167-18 | BW                               |
| Münchshöfen 10 (Standort)   | Katholische Kirche St. Sebastian       | Dreiseitig geschlossener Satteldachbau mit östlicher Sakristei und westlichem Vorzeichen, nach Süden vorgesetzter Turm mit achteckigem Obergeschoss und Zwiebeldach, einfache Putzfassade mit profiliertem Traufgesims, Chor und Turmuntergeschoss spätgotisch, Langhaus 18. Jahrhundert; mit Ausstattung; Kirchhofmauer, teils verputztes Ziegelmauerwerk mit giebelförmiger Tormauer mit Rundbogenportal. | D-2-78-167-17 | Katholische Kirche St. Sebastian |

### Niederschneiding
| Lage                           | Objekt                                            | Beschreibung | Akten-Nr.     | Bild                                |
| ------------------------------ | ------------------------------------------------- | --- | ------------- | ----------------------------------- |
| Niederschneiding 13 (Standort) | Katholische Filialkirche St. Petrus               | Halbrund geschlossener Satteldachbau mit südlicher Sakristei und dreigeschossigem Westturm mit Kuppelhelm, einheitliche Fassadengestaltung mit Eckpilastern und Lisenengliederung, 1720; mit Ausstattung; Kirchhofmauer mit Eingangspfeilern. | D-2-78-167-19 | Katholische Filialkirche St. Petrus |
| Niederschneiding 14 (Standort) | Wirtschaftsgebäude eines ehemaligen Dreiseithofes | Traidkasten, freistehender Obergeschoss-Blockbau mit Satteldach, 17./18. Jahrhundert; Stadel, langgestreckter, verbretterter Ständerbau mit Satteldach, bezeichnet mit „1784“.                                                                | D-2-78-167-20 | BW                                  |

### Peinkofen
| Lage                   | Objekt     | Beschreibung | Akten-Nr.     | Bild |
| ---------------------- | ---------- | --- | ------------- | ---- |
| Peinkofen 1 (Standort) | Taubenhaus | Massives und verputztes Miniaturschloss mit Walmdach, Zwerchhaus und Ecktürmen mit blechernen Spitzhelmen, über gemauertem Rundbogentor, wohl Ende 19. Jahrhundert; in der Mitte eines Dreiseithofes. | D-2-78-167-29 | BW   |

### Reißing
| Lage                      | Objekt                                   | Beschreibung | Akten-Nr.     | Bild                                     |
| ------------------------- | ---------------------------------------- | --- | ------------- | ---------------------------------------- |
| Hauptstraße 44 (Standort) | Katholische Pfarrkirche Maria Immaculata | Dreischiffige, flachgedeckte Hallenkirche mit polygonal geschlossenem Chorraum, niedrigere Seitenschiffen und Annexräume mit Pultdach, viergeschossiger Westturm mit zwei oktogonalen Obergeschossen und Spitzhelm, Presbyterium mit achtseitigem Tambour und Pyramidendach, reiche Fassadengestaltung mit Lisenen und Rundbogenfriesen, im Kern um 1740, Erweiterung und Umbau im neuromanischen Stil 1857–60; mit Ausstattung; drei Epitaphien aus dem 19. Jahrhundert, an der südlichen Choraußenwand; Kriegerdenkmal für die Gefallenen des Ersten Weltkrieges, leicht gebauchte Stele über hohem Sockel mit Bildnischenaufsatz, seitlich flankiert von Inschriftentafeln und zwei kleineren Stelen, Sandstein, nach 1918. | D-2-78-167-21 | Katholische Pfarrkirche Maria Immaculata |

### Riedling
| Lage                  | Objekt                                    | Beschreibung | Akten-Nr.     | Bild                                      |
| --------------------- | ----------------------------------------- | --- | ------------- | ----------------------------------------- |
| Riedling 1 (Standort) | Katholische Filialkirche St. Bartholomäus | Rund geschlossener, kleiner Satteldachbau mit sechseckigem, verschindeltem Westturm mit Zwiebelhaube, 18. Jahrhundert, Vorhalle mit Satteldach, 19. Jahrhundert; mit Ausstattung.                                            | D-2-78-167-22 | Katholische Filialkirche St. Bartholomäus |
| Riedling 3 (Standort) | Wegkreuz                                  | Kruzifix mit Beifigur über Granitstele und Inschriftensockel, bezeichnet mit „1882“. | D-2-78-167-36 | BW                                        |
| Riedling 9 (Standort) | Hofkapelle, sogenannte Englberger-Kapelle | Halbrund geschlossener, kleiner Ziegelbau mit Satteldach und leicht erhöhter, seitlich auskragender Giebelwand mit Fußwalm, Putzfassade mit Ecklisenen und profiliertem Traufgesims, bezeichnet mit „1921“; mit Ausstattung. | D-2-78-167-23 | Hofkapelle, sogenannte Englberger-Kapelle |

### Taiding
| Lage                 | Objekt                         | Beschreibung | Akten-Nr.     | Bild                           |
| -------------------- | ------------------------------ | --- | ------------- | ------------------------------ |
| Taiding 4 (Standort) | Katholische Kapelle St. Joseph | Dreiseitig geschlossener Satteldachbau und blecherner Dachreiter mit eingeschnürter Zwiebelhaube, 18./19. Jahrhundert; mit Ausstattung. | D-2-78-167-26 | Katholische Kapelle St. Joseph |
| Taiding 9 (Standort) | Wohnstallhaus                  | Wohnteil, giebelständiger, zweigeschossiger Satteldachbau mit reich bemaltem Blockbau-Obergeschoss, Traufschrot und Hochlaube, Türsturz bezeichnet mit „1859“; Stallteil, zweigeschossiger und langgestreckter Massivbau mit Satteldach, wohl erstes Drittel 19. Jahrhundert. | D-2-78-167-24 | BW                             |

### Wolferkofen
| Lage                      | Objekt                               | Beschreibung | Akten-Nr.     | Bild                                 |
| ------------------------- | ------------------------------------ | --- | ------------- | ------------------------------------ |
| Wolferkofen 20 (Standort) | Katholische Filialkirche St. Ägidius | Kleiner spätgotischer Satteldachbau mit eingezogenem, dreiseitig geschlossenem Chor mit Strebepfeilern, vorgesetzter Westturm mit achtseitigem Obergeschoss und verkröpfter Zwiebelhaube, einfache Putzfassade mit profiliertem Traufgesims, 1480/90, barockisiert; mit Ausstattung. | D-2-78-167-27 | Katholische Filialkirche St. Ägidius |
| Wolferkofen 24 (Standort) | Wohnstallhaus                        | Stattlicher, zweigeschossiger Satteldachbau mit Blockbau-Obergeschoss, Traufschrot und Hochlaube, Anfang 19. Jahrhundert. | D-2-78-167-28 | BW                                   |

## Ehemalige Baudenkmäler
In diesem Abschnitt sind Objekte aufgeführt, die früher einmal in der Denkmalliste eingetragen waren, jetzt aber nicht mehr. Objekte, die in anderem Zusammenhang also z. B. als Teil eines Baudenkmals weiter eingetragen sind, sollen hier nicht aufgeführt werden. Aktennummern in diesem Abschnitt sind ehemalige, jetzt nicht mehr gültige Aktennummern.

| Lage       | Objekt                     | Beschreibung                                                              | Akten-Nr.     | Bild |
| ---------- | -------------------------- | ------------------------------------------------------------------------- | ------------- | ---- |
| Taiding () | Hauptbau des Vierseithofes | Mit Lisenengliederung und Giebelaufsatz, drittes Viertel 19. Jahrhundert. | D-2-78-167-25 |      |